# Place de l'Alliance
La place de l'Alliance (polonais : Plac Przymierza) est une place située dans l'arrondissement de Praga-Południe à Varsovie.